# Sebastià Salvadó Plandiura
Sebastià Salvadó Plandiura   (Barcelona, 13 de novembre de 1932 - Barcelona, 15 d'abril de 2019) va ser un empresari català.
Es llicencià en dret i economia per la Universitat de Barcelona. Vinculat al món del motor des de ben jove, va ser un pilot polivalent tant pel que fa al motociclisme com a l'automobilisme, participà en competicions des del 1951 i el 1957 fou el guanyador del primer Ral·li de Catalunya.
Des del 1985 va ser president del Reial Automòbil Club de Catalunya (RACC), contribuint a transformar-lo en una gran organització de serveis. El 1991 va impulsar el Circuit de Catalunya que des d'aleshores manté un Gran Premi de Fórmula 1 i que s'ha convertit en circuit de referència per a proves i assaigs. Destaca també internacionalment per la seva activitat tècnica i pedagògica a favor de la seguretat viària a través de la Fundació RACC, creada el 1994, raó per la qual fou guardonat amb la Creu de Sant Jordi el 2006.
El 2015 va anunciar a l'assemblea de compromissaris del RACC que deixava la presidència de l'entitat, càrrec que passaria a ocupar Josep Mateu, fins a aquell moment vicepresident i director general.